# Абрамович, Михаил Владимирович
Михаил Владимирович Абрамо́вич (27 января [8 февраля] 1884, Баку — 5 июня 1965, Баку) — советский учёный-геолог, специалист в области геологии нефти и газа Кавказа, доктор геолого-минералогических наук, профессор, академик АН Азербайджанской ССР (1955). Автор первого в СССР учебника по газо- и нефтеразведке. Руководил сектором геологии Азербайджанского филиала АН СССР (1935—1938), заведовал отделом геологии нефти Института геологии АН Азербайджанской ССР (с 1938). Заслуженный деятель науки Азербайджанской ССР.

## Биография
Родился 27 января (8 февраля) 1884 года в городе Баку, Российская империя, в семье инженера.
До 1900 года обучался в ремесленном училище.
В 1900—1909 годах учился в Горном институте в Санкт-Петербурге. С 1904 года участвовал а экспедициях на Апшеронский полуостров.
С 1910 года работал геологом в Геологическом комитете России, Санкт-Петербург. Изучал Апшеронский полуостров.
В 1914—1920 годах работал геологом в частных нефтепромысловых фирмах в Баку.
До 1930 года работал в нефтяной промышленности Азербайджана.
С 1922 года и до конца жизни работал на кафедре «Поиск нефтяных и газовых месторождений» Азербайджанского индустриального института.
В 1920—1930 годы руководил Геологическим правлением объединения «Азнефть».
С 1931 года являлся научным сотрудником Азербайджанского нефтяного исследовательского института.
С 1932 по 1934 год был старшим гидрогеологом Геологического бюро «Азнефти».
В 1935—1938 годы возглавлял сектор геологии Азербайджанского филиала Академии наук СССР.
С 1938 года возглавлял отдел геологии нефти Института геологии Академии наук Азербайджанской ССР.
Скончался 5 июня 1965 года в Баку.

## Научная деятельность
Занимался исследованием Апшеронского полуострова и его нефтяных месторождений. Участвовал в выделении в стратиграфии, разрезе Апшерона продуктивной толщи и расчленении её на свиты. Установил ритмичность накопления осадков. Внёс большой вклад в создание рациональной системы размещения скважин при разработке нефтеносных пластов.

## Награды
- Орден Трудового Красного Знамени (10.06.1945)

## Публикации
Автор публикаций по геологии Кавказа , среди них:
- Поиски и разведка залежей нефти и газа (1955)
- Изменение свойств нефти в нефтеносном пласте в связи с условиями его залегания (1939)
- О связи между удельным весом нефти и условиями её залегания в некоторых пластах Биби-Эйбатской площади (1941)[6]